# Joué-sur-Erdre
Joué-sur-Erdre é uma comuna francesa na região administrativa da Pays de la Loire, no departamento de Loire-Atlantique. Estende-se por uma área de 54,53 km². Em 2010 a comuna tinha 2 549 habitantes (densidade: 46,7 hab./km²).

Joué-sur-Erdre.
La Demenure.
La Mulonnière.
La Gicquelière.